# Ko Kha (huyện)
Ko Kha (tiếng Thái: เกาะคา) là một huyện (amphoe) ở trung bộ của tỉnh Lampang, miền bắc Thái Lan.

## Địa lý
Các huyện giáp ranh (từ phía nam theo chiều kim đồng hồ): Sop Prap, Soem Ngam, Hang Chat, Mueang Lampang, Mae Tha của tỉnh Lampang.

## Lịch sử
Năm 1917 Huyện được đã đổi tên từ Sop Yao (สบยาว) sang Ko Kha.

## Hành chính
Huyện này được chia ra thành 9 phó huyện (tambon), các đơn vị này lại được chia thành 73 làng (muban). Ko Kha là một thị trấn (thesaban tambon) nằm trên một phần của tambon Ko Kha, Sala và Tha Pha. Có 9 Tổ chức hành chính tambon.
| STT. | Tên           | Tên Thái  | Số làng | Dân số |  |
| ---- | ------------- | --------- | ------- | ------ |  |
| 1.   | Lampang Luang | ลำปางหลวง | 12      | 9.965  |  |
| 2.   | Na Kaeo       | นาแก้ว     | 8       | 10.092 |  |
| 3.   | Lai Hin       | ไหล่หิน     | 6       | 5.657  |  |
| 4.   | Wang Phrao    | วังพร้าว    | 7       | 7.242  |  |
| 5.   | Sala          | ศาลา      | 7       | 8.732  |  |
| 6.   | Ko Kha        | เกาะคา    | 8       | 4.352  |  |
| 7.   | Na Saeng      | นาแส่ง     | 7       | 4.999  |  |
| 8.   | Tha Pha       | ท่าผา      | 9       | 7.423  |  |
| 9.   | Mai Phatthana | ใหม่พัฒนา   | 9       | 5.408  |  |